# Kolla albescens
Kolla albescens är en insektsart som beskrevs av Jacobi 1943. Kolla albescens ingår i släktet Kolla och familjen dvärgstritar. Inga underarter finns listade i Catalogue of Life.